# Віллем Лієр
Альбрехт Віллем Лієр (нід. Albrecht Willem Lier; 22 липня 1918 — 9 квітня 2015) — нідерландський адвокат і юрист. Став відомим у 1979 році, коли виявилося, що він позашлюбний син принца Генріха, чоловіка королеви Вільгельміни. Це зробило його зведеним братом по батьківській лінії королеви Юліани та зведеним дядьком королеви Беатрікс.
Він став членом Центристської партії в 1984 році і обіймав посаду голови до 1986 року, коли покинув лави Центристської партії, щоб приєднатися до Центристських демократів.
18 грудня 1986 року він застрелив свою дружину через її смертельну хворобу. Він відсидів чотири з половиною роки у в'язниці за вбивство.